# Brynica (dopływ Drwęcy)
Brynica – rzeka będąca lewostronnym dopływem Drwęcy. Wypływa w rejonie jezior Bryńskich, w pobliżu leśniczówki Bryńsk Szlachecki. Brynica jest osią hydrograficzną, a zarazem główną rzeką Górznieńsko-Lidzbarskiego Parku Krajobrazowego. Ma długość 23,1 km (18 km w granicach GLPK), a powierzchnia jej dorzecza wynosi 290 km².
W odcinku środkowym płynie w głębokim jarze, gdzie znajdują się dwa rezerwaty o nazwie Jar Brynicy, położone po przeciwnych stronach rzeki. Spadek na tym odcinku wynosi 5,39‰, rzeka przypomina tu rwący potok górski. Średni jej spadek wynosi 1,65‰. Brynica ma trzy lewobrzeżne dopływy: Górzankę, Dzierżążnię oraz Pissę i jeden prawobrzeżny dopływ, rzekę Samionkę, która wpada do Brynicy tuż przed ujściem rzeki do Drwęcy. Ponadto jest intensywnie zasilana wodami podziemnymi od 18,8 km biegu rzeki, gdzie przepływa przez rozległe obniżenie wyściełane torfami i namułami. Spadek wynosi tu tylko 0,9‰. W dolnym biegu, aż do ujścia Brynica jest uregulowana (Kanał Brynica). Głębokość rzeki wynosi od 0,8 m do 1,8 m. Szerokość od 3 m do 8 m, tuż przed ujściem do Drwęcy, w okolicach Szańców Szwedzkich.